# Cantón de Laignes
El cantón de Laignes era una división administrativa francesa, que estaba situada en el departamento de Côte-d'Or y la región de Borgoña.

## Composición
El cantón estaba formado por veintiún comunas:
- Balot
- Bissey-la-Pierre
- Bouix
- Cérilly
- Channay
- Étais
- Fontaines-les-Sèches
- Griselles
- Laignes
- Larrey
- Marcenay
- Molesme
- Nesle-et-Massoult
- Nicey
- Planay
- Poinçon-lès-Larrey
- Puits
- Savoisy
- Verdonnet
- Vertault
- Villedieu

## Supresión del cantón de Laignes
En aplicación del Decreto n.º 2014-175 de 18 de febrero de 2014, el cantón de Laignes fue suprimido el 22 de marzo de 2015 y sus 21 comunas pasaron a formar parte; diecisiete del nuevo cantón de Châtillon-sur-Seine y cinco del nuevo cantón de Montbard.